# Черкесова, Виктория Валерьевна
Виктория Валерьевна Черкесова (род. 27 января 1982, Казань) — российский политический деятель, депутат Государственной Думы ФС РФ пятого созыва (2007—2011).

## Биография
В 2005 году окончила Казанский государственный технический университет.
В 2006 году — заместитель председателя общественной палаты Татарстана. Вице-президент Лиги студентов Татарстана, сопредседатель молодёжного движения «Мы», специалист по работе с молодежью общественной организации «Совет молодёжных организаций Татарстана».

### Депутат госдумы
В 2007 году была избрана депутатом Государственной Думы ФС РФ пятого созыва в составе федерального списка кандидатов, выдвинутого Всероссийской политической партией «Единая Россия». Член фракции «Единая Россия». Член Комитета ГД по образованию.